# Eucalyptus formanii
Eucalyptus formanii är en myrtenväxtart som beskrevs av C. Gardner. Eucalyptus formanii ingår i släktet Eucalyptus och familjen myrtenväxter. Inga underarter finns listade i Catalogue of Life.